# Iowaíta
La iowaíta es un mineral de composición Mg6Fe3+2(OH)16Cl2·4H2O.
Fue descrito por vez primera por D. W. Kohls y J. L. Rodda en 1967
y debe su nombre al estado de Iowa (Estados Unidos), su lugar de descubrimiento.
Fue encontrada en un sacatestigos a una profundidad de 1000 - 1500 pies en una serpentinita Precámbrica.

## Propiedades
La iowaíta es un mineral translúcido de color verde azulado y brillo graso.
Cuando se expone al aire pierde su coloración verde azulada, volviéndose verde pálida con un tinte rojo oxidado debido a su alteración a piroaurita.
Por otro lado, con luz transmitida es incoloro.
Tiene dureza de 1,5 en la escala de Mohs —intermedia entre la del talco y la del yeso— y una densidad de 2,11 g/cm³.
Es soluble en ácidos.
Cristaliza en el sistema trigonal, clase hexagonal escalenoédrica (3 2/m).
La iowaíta contiene un 35% de MgO, un 25% de Fe2O3 y aproximadamente un 7% de cloro.
Es miembro del grupo mineralógico de la hidrotalcita, del que también forman parte meixnerita y woodallita, entre otros.
Químicamente es semejante a la kulginita, aunque esta es anhidra.

## Morfología y formación
La iowaíta forma cristales laminares de hasta 2,5 cm, en masas y vetas.
Es un producto de alteración de la serpentina y suele aparecer asociada a crisotilo, dolomita, brucita, calcita, magnesita, pirita, piroaurita, magnetita, condrodita, clinocloro, hidrotalcita y flogopita.

## Yacimientos
Son notables los ejemplares de la mina Palabora, explotación de cobre-uranio-zirconio cerca de la localidad de Phalaborwa (provincia de Limpopo, Sudáfrica); esta mina ha producido apatito (1932 - 1934), vermiculita (a partir de 1946) y cobre (cuya explotación estuvo totalmente operativa en 1967).
Igualmente se han encontrados grandes cristales de iowaíta en Siberia Oriental, en la mina Komsomol'skii (Norilsk, Taimiria); en Rusia hay también depósitos en Daldyn (República de Sajá) y en el macizo Kaznakhtinskii (República de Altái).
Otros yacimientos de este mineral están en Olmaliq (Tashkent, Uzbekistán), Asbestos (Quebec, Canadá) y Lake Way Station (Australia Occidental).